# Kotchi (peuple)
Les Kotchi sont un peuple d'Afrique centrale présent au Cabinda. Ils constituent un sous-groupe de l'ensemble culturel Kongo.

## Ethnonymie
Selon les sources, on observe quelques variantes : Bakotchi, Bakochi, Kotchi.

## Langue
Leur langue est le kotchi (ou kikotchi), une langue bantoue, proche du Woyo et du Vili.

## Histoire
Vers les XIVe – XVe siècles, les Kotchi forment peu à peu le royaume de Kakongo, au cours d'un processus qui conduit dans le même temps à la formation de plusieurs autres États en Afrique centrale, tels que le royaume de Kakongo. 

Le royaume, d'abord vassal d'un royaume voisin, le Loango, s'en émancipe vers la fin du XVIe. Le Kakongo devient alors une monarchie héréditaire dont le dirigeant a le titre de Makongo (roi). 
Aux XVe – XVIe siècle, le Kakongo, comme les royaumes voisins, entretient des contacts commerciaux réguliers avec les Portugais et fait commerce de biens tels que l'ivoire, le cuivre, mais aussi les esclaves; mais le royaume est déstabilisé lorsque les denrées dont il fait commerce viennent à manquer et que les Kotchi perdent peu à peu le contrôle du commerce pour devenir de simples intermédiaires des Portugais.
Actuellement, on les trouve dans la municipalité de Cacongo dans la province du Cabinda en Angola, dont les communes sont Lândana, Dinge et Massabi